# Præsidentvalget i USA 1812
Præsidentvalget i USA 1812 var det syvende præsidentvalg i USA, som blev afholdt fra fredag den 30. oktober 1812 til onsdag den 2. december 1812. Præsidentvalget skete i skyggen af den britisk-amerikanske krig i 1812. Den siddende demokratisk-republikanske præsident James Madison besejrede DeWitt Clinton, New Yorks løjtnantguvernør og borgmester i New York City, som fik støtte fra kritikere i det demokratisk-republikanere parti i nord såvel som føderalister. Det var det første præsidentvalg, der blev afholdt under en større krig, der involverede USA.
Nordlige demokratisk-republikanere havde længe været utilfredse med den sydlige dominans af deres parti, og DeWitt Clintons onkel – tidligere vicepræsident George Clinton – havde uden held udfordret Madison som partiets præsidentkandidat i 1808. Mens det demokratisk-republikanske partikonvent i maj 1812 gennominerede Madison, nominerede partiets New York-konvent – også afholdt i maj – Clinton til præsident. Efter at USA havde erklæret Storbritannien krig i juni 1812, forsøgte Clinton at skabe en koalition af anti-krigs demokratisk-republikanere og føderalister. Med Clinton i kapløbet afviste føderalistpartiet formelt at opstille en kandidat i håb om, at dets medlemmer ville stemme på Clinton. Føderalistpartiet støttede ham dog ikke formelt, da de frygtede, at en eksplicit tilslutning til Clinton ville skade partiets interesser i andre henseender. Føderalisten Jared Ingersoll fra Pennsylvania blev Clintons de facto vicekammerat. En fraktion af det føderalistiske parti forsøgte at nominere den tidligere vicepræsidentkandidat Rufus King over Clinton, men det lykkedes kun i Virginia.
På trods af Clintons succes med at tiltrække føderalistisk støtte, blev Madison genvalgt med 50,4 procent af vælgerstemmerne mod Clintons 47,6 %. Dette gjorde valget i 1812 til det tætteste valg op til det tidspunkt målt i forhold til andel af vælgerstemmer. Clinton vandt den føderalistiske bastion i New England samt tre midtatlantiske delstater, men Madison dominerede det sydlige og vandt Pennsylvania. Dette var den smalleste sejr i forhold til stemmemargen på vælgerstemmer for en sejrrig genvalgt præsident indtil 2004.

## Eksterne links
- Præsidentvalg i 1812: En ressourcevejledning fra Library of Congress
- Valg af 1812 i Counting the Votes Arkiveret 11. marts 2020 hos  Wayback Machine